# 朱宪民
朱宪民（1943年1月—），男，山东濮县（今属河南）人，中国摄影家，中国摄影家协会原副主席、顾问。